# Ciumeghiu
Ciumeghiu é uma comuna romena localizada no distrito de Bihor, na região histórica da Crișana (parte da Transilvânia). A comuna possui uma área de 110.28 km² e sua população era de 4499 habitantes segundo o censo de 2007.